# Boris y Rufus
Boris y Rufus (en portugués: Boris e Rufus) es una serie de televisión animada de origen brasileño, producida por Belli Studio y desarrollada con apoyo del BNDES, a través del programa Procult y emitida por Disney XD.
La serie se estrenó en Brasil el 2 de enero de 2018 y en Latinoamérica su preestreno fue el 29 de marzo de 2018, siendo su estreno oficial el 2 de abril en Latinoamérica. En Rusia, la serie animada se emite en Disney Channel desde el 9 de agosto de 2021.

## Sinopsis
La serie muestra las aventuras en el patio donde viven un perro gruñón llamado Boris y un hurón hiperactivo llamado Rufus, que piensa que es un perro. Los dos viven con Enzo, un adolescente enamorado por su vecina Jennifer, quien es dueña de un gato arrogante y famoso en internet llamado Leopoldo. Cuando se quedan sin los dueños en casa, los animales navegan en la interpetnet y se enfrentas a diversas aventuras y confusiones.

## Episodios

### Primera temporada (2018)
| Núm. serie | Núm. temp. | Título                                                           | Estreno en Brasil  | Estreno en Latinoamérica                                              | Código |
| ---------- | ---------- | ---------------------------------------------------------------- | ------------------ | --------------------------------------------------------------------- | ------ |
| 1          | 1          | «Carrera de Bits» «Bit Stop»                                     | 2 de enero de 2018 | 29 de marzo de 2018 (Preestreno) 2 de abril de 2018 (Estreno oficial) | —      |
| 2          | 2          | «Un Perro de Verdad» «Um Cachorro de Verdade»                    | —                  | —                                                                     | —      |
| 3          | 3          | «¡Emboscada!» «A Cilada»                                         | —                  | —                                                                     | —      |
| 4          | 4          | «Fuera de Órbita» «Fora de Órbita»                               | —                  | —                                                                     | —      |
| 5          | 5          | «Fin del Juego» «Game Over»                                      | —                  | —                                                                     | —      |
| 6          | 6          | «Consumido por el consumo» «Consumido pelo Consumo»              | —                  | —                                                                     | —      |
| 7          | 7          | «Tres son Multitud» «Três é Demais»                              | —                  | —                                                                     | —      |
| 8          | 8          | «La Cadena del Mal» «A Corrente do Mal»                          | —                  | —                                                                     | —      |
| 9          | 9          | «El Alma del Negocio» «A Alma do Negócio»                        | —                  | —                                                                     | —      |
| 10         | 10         | «La Fase final» «A Fase Final»                                   | —                  | —                                                                     | —      |
| 11         | 11         | «Hollywood Portátil»                                             | —                  | —                                                                     | —      |
| 12         | 12         | «Tommy»                                                          | —                  | —                                                                     | —      |
| 13         | 13         | «El hurón del Futuro» «O Furão do Futuro»                        | —                  | —                                                                     | —      |
| 14         | 14         | «Perdiendo los Estribos» «Perdendo as Estribeiras»               | —                  | —                                                                     | —      |
| 15         | 15         | «Por dentro del Juego» «Por dentro do Jogo»                      | —                  | —                                                                     | —      |
| 16         | 16         | «Un secuestro por mano propia» «Um sequestro para chamar de seu» | —                  | —                                                                     | —      |
| 17         | 17         | «Dr. Hipo»                                                       | —                  | —                                                                     | —      |
| 18         | 18         | «Legalmente en pie de guerra» «Legalmente em Pé de Guerra»       | —                  | —                                                                     | —      |
| 19         | 19         | «Poder mental» «O Poder da Mente»                                | —                  | —                                                                     | —      |
| 20         | 20         | «La Fuente de la juventud» «A Fonte da Juventude»                | —                  | —                                                                     | —      |
| 21         | 21         | «La Conspiración» «A Conspiração»                                | —                  | —                                                                     |        |
| 22         | 22         | «Boris, el sin talento» «Boris, O sem Talento»                   | —                  | —                                                                     | —      |
| 23         | 23         | «La invención» «A Invenção»                                      | —                  | —                                                                     |        |
| 24         | 24         | «El Finlandés enmascarado» «O Finlandês Mascarado»               | —                  | —                                                                     | —      |
| 25         | 25         | «Escalofríos a Medianoche» «Arrepios à Meia-Noite»               | —                  | —                                                                     | —      |
| 26         | 26         | «Peligros del amor» «Perigos do Amor»                            | —                  | —                                                                     | —      |

### Segunda temporada (2021)
| Núm. serie | Núm. temp. | Título                                                   | Estreno en Brasil  | Estreno en Latinoamérica | Código |
| --- | ---------- | -------------------------------------------------------- | ------------------ | ------------------------ | ------ |
| 27 | 1          | «??? (BR)» «El sótano del terror (LA)»                   | 4 de enero de 2021 | 4 de enero de 2021       | 201    |
| Enzo y Jennifer son poseídos por unos fantasmas debido a unos extraños amuletos, por lo que Boris y Rufus deberán quitárselos con ayuda de una vieja conocida.                                                 |            |                                                          |                    |                          |        |
| 28 | 2          | «??? (BR)» «El regalo más increíble del mundo (LA)»      | 5 de enero de 2021 | 5 de enero de 2021       | 202    |
| Enzo les trae un regalo a Boris y Rufus, y al no saber para quién será, ambos competirán por él intentando actuar como el otro.                                                                                |            |                                                          |                    |                          |        |
| 29 | 3          | «??? (BR)» «Sonríe para tu amada (LA)»                   | —                  | 19 de abril de 2021      | 203    |
| Enzo piensa que Jennifer está molesta con él por lo que se deprime, así que Boris y Rufus intentarán de todo para animarlo, pero las cosas se ponen tan mal que Enzo sube un video que pronto se vuelve viral. |            |                                                          |                    |                          |        |
| 30 | 4          | «??? (BR)» «??? (LA)»                                    | —                  | —                        | 204    |
| 31 | 5          | «??? (BR)» «¡Qué mala suerte! (LA)»                      | —                  | 20 de abril de 2021      | 205    |
| Rufus tiene una racha de mala suerte, pero luego se encuentra un trébol que cae del cielo y luego crece hasta las nubes cerca de la casa de un duende.                                                         |            |                                                          |                    |                          |        |
| 32 | 6          | «O jornada da Yuko (BR)» «El viaje de Yuko (LA)»         | —                  | 21 de abril de 2021      | 206    |
| Yuko piensa que Boris nunca va a corresponder sus sentimientos, por lo que huye de casa y se encuentra de nuevo con su familia.                                                                                |            |                                                          |                    |                          |        |
| 33 | 7          | «??? (BR)» «Guerra espacial (LA)»                        | —                  | 22 de abril de 2021      | 207    |
| Boris y Rufus van a la casa de unos perros que conocieron en un juego sobre naves espaciales, pero luego se verían envueltos en una guerra espacial de verdad.                                                 |            |                                                          |                    |                          |        |
| 34 | 8          | «??? (BR)» «El club de los adorables (LA)»               | —                  | 6 de enero de 2021       | 208    |
| Rufus intenta ser adorable cómo él para entrar a un club en el que sólo los más tiernos pueden entrar, para conseguir un cojín musical.                                                                        |            |                                                          |                    |                          |        |
| 35 | 9          | «O Dublê (BR)» «El doble de riesgo (LA)»                 | —                  | 23 de abril de 2021      | 209    |
| Boris quiere probar que puede ser audaz, así que acepta competir contra el camaleón en una competencia de skate.                                                                                               |            |                                                          |                    |                          |        |
| 36 | 10         | «Orkpet (BR)» «Orkpet (LA)»                              | —                  | 7 de enero de 2021       | 210    |
| Boris es presionado por sus amigos para usar la red social más popular del momento, Orkpet. |            |                                                          |                    |                          |        |
| 37 | 11         | «Realidade Alternativa (BR)» «Realidad Alternativa (LA)» | —                  | 8 de enero de 2021       | 211    |
| Rufus convence a Boris de ir a una realidad vitual que el hurón creó en donde todos hacen lo contrario, pero lo que no sabe es que la versión malvada de su amigo había escapado al mundo real.                |            |                                                          |                    |                          |        |
| 38 | 12         | «??? (BR)» «El show de magia (LA)»                       | —                  | 19 de abril de 2021      | 212    |
| Rufus quiere hacer magia de verdad, por lo que contrata un mago para que le enseñe hacer magia, no sin antes traer un gran huevo custodiado por un ogro.                                                       |            |                                                          |                    |                          |        |
| 39 | 13         | «??? (BR)» «El ingrediente secreto (LA)»                 | —                  | 20 de abril de 2021      | 213    |
| Rufus intenta recrear la pizza de la pizzería que cerró, pero no lo logra, así que luego vuelve al lugar para conocer los ingredientes de la receta.                                                           |            |                                                          |                    |                          |        |

## Premios
La serie brasileña "Boris y Rufus" fue premiada en la categoría Serie Animada Latinoamericana de Chilemonos, uno de los principales premios del segmento, realizado en Chile.
Producida por Belli Studio, la serie garantizó el trofeo Animación después de ser la más votada por el público. Más de 20 mil niños de escuelas chilenas entre 8 y 13 años participaron en la votación.